# Manuela Saraiva de Azevedo
Manuela Saraiva de Azevedo. conhecida como Manuela de Azevedo ComL • ComM • ComIP (Lisboa, 31 de agosto de 1911 – Lisboa, 10 de fevereiro de 2017) foi uma jornalista e escritora portuguesa, tendo sido a primeira jornalista mulher a ter carteira profissional em Portugal.

## Biografia
No jornal "República", trabalhou como redatora e na revista "Vida Mundial" foi chefe de redação no período de 1942 a 1945. Entre novembro de 1945 e novembro de 1956, foi redatora do Diário de Lisboa, de onde saiu em conflito com Mário Neves, diretor-adjunto. Viria a ingressar no Diário Ilustrado durante um breve período, antes de ser contratada pelo Diário de Notícias, jornal que serviu até à reforma como redatora cultural e crítica teatral.
Fundou, em 1977, a Associação para a Reconstrução e Instalação da Casa-Memória de Camões em Constância, actualmente designada Associação Casa-Memória de Camões em Constância, da qual foi presidente até ao limite das suas forças e depois presidente honorária. Deixou em Constância uma obra verdadeiramente notável: o Monumento a Camões do escultor Lagoa Henriques, o Jardim-Horto de Camões desenhado pelo arquiteto-paisagista Gonçalo Ribeiro Telles e a Casa-Memória de Camões, erguida sobre as ruínas consolidadas e classificadas como imóvel de interesse público da casa quinhentista que a tradição popular diz ter acolhido o poeta durante o seu desterro em Punhete (actual Constância).
A 9 de Junho de 1995, foi feita Comendadora da Ordem do Mérito, a 31 de Agosto de 2015 foi feita Comendadora da Ordem da Liberdade e a 31 de Agosto de 2016 foi feita Comendadora da Ordem da Instrução Pública.
Morreu a 10 de Fevereiro de 2017, aos 105 anos de idade, no Hospital de S. José, em Lisboa.

## Obras
- Claridade (1935) (poesia) (com prefácio de Aquilino Ribeiro)
- Um Anjo Quase Demónio (1945) (poesia)
- Filhos do Diabo (1954) (contos)
- À Sombra d' Eça e Camilo (1969) (ensaio)
- Guerra Junqueiro (1981) (ensaio)

## Prémios
- Prémio Fialho de Almeida (1948) com o livro "Filhos do Diabo"